# Садчиковка

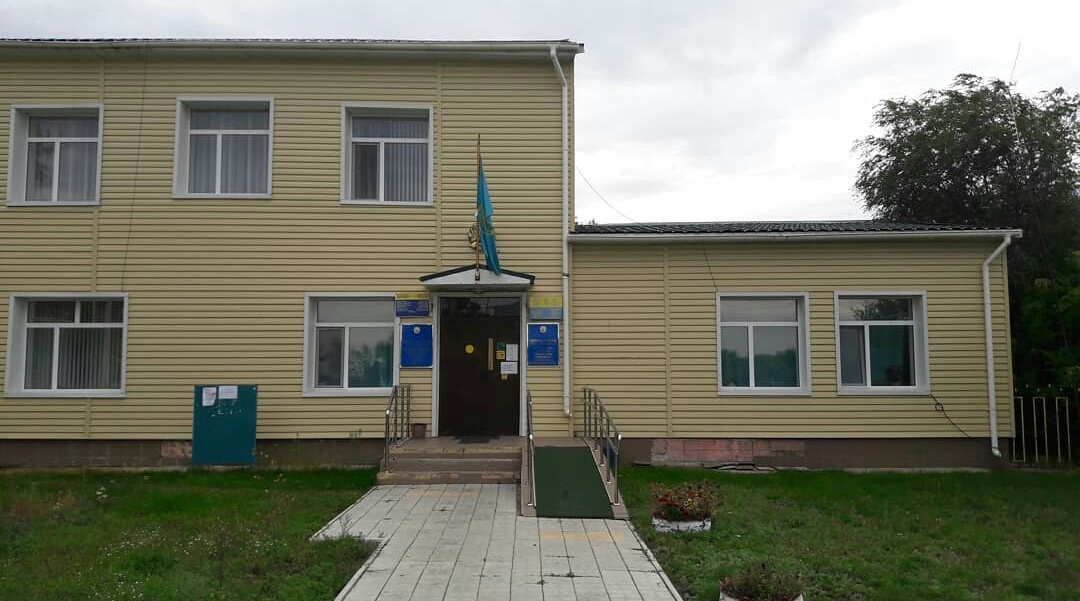
Административное здание поселка Садчиковка

Садчиковка (каз. Садчиков) — село в Костанайском районе Костанайской области Казахстана. Административный центр Садчиковского сельского округа. Находится примерно в 24 км к юго-западу от центра города Костаная. Код КАТО — 395463100.

## Население
В 1999 году население села составляло 2259 человек (1084 мужчины и 1175 женщин). По данным переписи 2009 года, в селе проживало 2947 человек (1392 мужчины и 1555 женщин).